# Belfort Duarte
João Evangelista Belfort Duarte, mais conhecido por, Belfort Duarte, (São Luís, 27 de novembro de 1883 — Campo Belo, 27 de novembro de 1918) foi um futebolista brasileiro e um dos fundadores da Associação Atlética Mackenzie College, primeiro clube de futebol formado por brasileiros, já que as grandes equipes na época eram de ingleses, como o São Paulo Athletic Club.

## America Football Club
Mudando-se para o Rio de Janeiro em dezembro de 1907, por diversos motivos foi atuar no America Football Club, a convite de Gabriel de Carvalho, depois também presidente do clube, pelo qual acabou se tornando, além de jogador (jogou como médio, depois defensor), capitão (1911), técnico, diretor-geral do futebol e tesoureiro.
Disciplinador e exigente, proibia atletas beberrões e fumantes, sendo que em 1908 trocou a camisa, então rubro-negra (de 1906 a 1908), pela atual vermelha. Foi Belfort quem abriu as portas do America aos atleta negros. Tinha tanto amor por seu time que passou a viajar pelo Brasil, a fim de divulgar o clube rubro e fundar novos "Americas", onde fosse possível.
Belfort Duarte ajudou o America a ser campeão carioca pela primeira vez, em 1913, sendo o capitão do time até sua última partida, no dia 11 de julho de 1915, contra o Flamengo.
Entusiasta do esporte, ainda fez muita coisa pelo futebol, tendo sido ele quem promoveu a primeira visita de um time estrangeiro ao país, e também quem traduziu as regras de futebol do inglês para o português.

## Prêmio Belfort Duarte
Belfort Duarte pregava respeito total aos adversários, e até denunciou um pênalti cometido por ele mesmo e que o árbitro não havia visto. Tamanha era a sua lealdade e honradez, que inspirou a criação de um prêmio com o seu nome, que foi instituído pelo Código Brasileiro de Futebol em 1945 e oferecido a partir de 1946. O prêmio previa a entrega de uma medalha de prata para o jogador profissional, ou de ouro, para o amador, que passasse dez anos sem ser expulso, tendo jogado pelo menos 200 partidas nacionais ou internacionais. O atleta recebia também um diploma e passava ser reconhecido por seus relevantes serviços prestados ao futebol.
Telê Santana, Didi e Vavá foram alguns dos que conquistaram a honraria.

### Reedição
Oficialmente o prêmio havia sido extinto em 1981. Em 2008, uma iniciativa da Rede Globo, por meio do programa Globo Esporte,  reinseriu a premiação, com algumas modificações, sendo conquistado na edição daquele ano pelo meio-campista Ricardinho, do Vitória.
Agora os prêmios eram entregues apenas aos jogadores da Série A do Campeonato Brasileiro e seguia as seguintes regras:
- A cada falta cometida o jogador perderia meio ponto;
- A cada cartão amarelo perde dois pontos;
- Cartão vermelho elimina o atleta da disputa.
- Os pontos são divididos pelo número de partidas jogadas.

O jogador, para concorrer ao prêmio, deveria ter disputado pelo menos metade das partidas até aquele momento.

## Morte
Belfort Duarte foi assassinado em Campo Belo, distrito de Resende, no pequeno sítio onde se instalara, em  27 de novembro de 1918, dia em que completou 35 anos de idade. O motivo teria sido uma disputa de terras. Segundo o testemunho de sua filha, D. Mary, ele estava vestido com a camisa rubra do América.

## Estádio Belfort Duarte
Belfort Duarte foi o primeiro nome do estádio do Coritiba Foot Ball Club, de 1932 a 1977, quando passou a se chamar Estádio Major Antônio Couto Pereira.